# Братцев, Александр Евгеньевич
Александр Евгеньевич Братцев (род. 21 января 1972 года) — российский и казахстанский игрок в хоккей с мячом.

## Карьера
Воспитанник первоуральского хоккея с мячом. В 1988 году дебютировал в составе «Уральского трубника». В 1990—1992 году играл в уральском «Уральце». После расформирования казахстанского команда вернулся в Первоуральск.
В 1995-99 годах играл за «СКА-Зенит». В 1997 году был включён в список 22 лучших игроков сезона.
Три сезона играл в шведских клубах IF «Stjärnan» (1999—2000) и IF «Skutskärs» (2000—2002). В 2002—2006 годах выступал за «Уральский трубник». Сезон 2006/07 года провёл в «Старте»). Последний сезон (2007-08) провёл в качестве играющего тренера КХМ «Уральский трубник-2».
Привлекался в сборную Казахстана. Стал бронзовым призёром чемпионата мира 2003 года.
После окончания игровой карьеры занимается судейством. Судья первой категории.

### Статистика выступлений в чемпионатах России
| Сезон     | Клуб                             | И   | М   | П  | О   | Ш   |
| --------- | -------------------------------- | --- | --- | -- | --- | --- |
| 1992/1993 | Уральский Трубник (Первоуральск) | 24  | 5   |    | 5   | 55  |
| 1993/1994 | Уральский Трубник (Первоуральск) | 26  | 8   |    | 8   | 20  |
| 1994/1995 | Евразия-спорт (Первоуральск)     | 24  | 12  |    | 12  | 20  |
| 1995/1996 | СКА-Зенит (Екатеринбург)         | 26  | 35  |    | 35  | 0   |
| 1996/1997 | СКА-Зенит (Екатеринбург)         | 27  | 15  |    | 15  | 30  |
| 1997/1998 | СКА-Зенит (Екатеринбург)         | 28  | 19  |    | 19  | 25  |
| 1998/1999 | СМК/СКА (Екатеринбург)           | 22  | 19  |    | 19  | 10  |
| 2002/2003 | Уральский Трубник (Первоуральск) | 28  | 24  | 11 | 35  | 10  |
| 2003/2004 | Уральский Трубник (Первоуральск) | 26  | 11  | 9  | 20  | 45  |
| 2004/2005 | Уральский Трубник (Первоуральск) | 19  | 2   | 1  | 3   | 20  |
| 2005/2006 | Уральский Трубник (Первоуральск) | 27  | 12  | 3  | 15  | 35  |
| 2006/2007 | Старт (Нижний Новгород)          | 12  | 3   | 0  | 3   | 35  |
| Всего     | 12 чемпионатов                   | 295 | 164 | 24 | 188 | 305 |

Примечание: Статистика голевых передач ведется с сезона — 1999/2000.

### В чемпионатах России забивал мячи в ворота 27 команд
```
 1.Локомотив О.       = 14 мячей 14-15.Черемшан      =  5
 2.Саяны              = 12       16-20.Динамо М      =  4
 3.Енисей             = 11       16-20.Сибсельмаш    =  4
 4-5.Байкал-Энергия   = 10       16-20.Зоркий        =  4
 4-5.Волга            = 10       16-20.Агрохим       =  4
 6-8.Ураьский трубник =  9       16-20.Маяк          =  4
 6-8.Строитель С.     =  9       21-22.Водник        =  3
 6-8.Старт            =  9       21-22.Динамо-Казань =  3
 9-10.Кузбасс         =  8       23-26.Север         =  2
 9-10.Шахтёр Л-К      =  8       23-26.БСК           =  2
11.Родина             =  7       23-26.Металлург Б.  =  2
12-13.Североникель    =  6       23-26.Мурман        =  2
12-13.Юность О.       =  6       27.Заря Н.          =  1
14-15.СКА-Нефтяник    =  5
```

### В чемпионатах России количество мячей в играх
по 1 мячу забивал в 82 играх 

по 2 мяча забивал в 21 игре 

по 3 мяча забивал в 9 играх 

по 4 мяча забивал в 2 играх 

по 5 мячей забивал в 1 игре 

Свои 164 мяча забросил в 115 играх, в 180 играх мячей не забивал.